# Алёшина-Костюкова, Виктория Дмитриевна
Виктория Дмитриевна Алёшина-Костюкова (укр. Вікторія Дмитрівна Альошина-Костюкова; род. 1 мая 1947, Шабо, Измаильская область) — советская украинская артистка оперетты (лирическое сопрано). Народная артистка Украины (1997).

## Биография
Окончила Государственный институт театрального искусства («ГИТИС», Москва, 1970), Одесскую консерваторию (1978). Работала в Одесском театре музыкальной комедии (1977-78).
С 1978 по 2017 год — в Киевском театре оперетты. Актрисе одинаково легко удаются лирические и характерные роли. О творчестве Алёшиной-Костюковой сняты телефильмы «Вечер с Викторией Алёшиной в Киевском театре оперетты», «Любимые мелодии из оперетт», «Бенефис Виктории Алёшиной».
Наиболее яркие роли: Стелла («Вольный ветер» И. Дунаевского), Виолетта («Холопка» Стрельникова), Галина («Кадриль» Гроховского по мотивам комедии Сафронова «Куховарка»), Нинон, Сильва («Фиалка Монмартра», «Сильва» Кальмана), Софи, Мира-бела, Розалинда («Цыганский барон», «Летучая мышь» Штрауса), Зорик, Анна («Цыганская любовь», «Весёлая вдова» Франца Легара), Сирина («Порги и Бесс» Джорджа Гершвина).
Одна из телепередач «Татьянин полдень» (ведущая Татьяна Цымбал, производство телекомпании «Новый канал») была посвящена жанрам водевиля и оперетты, этот выпуск был при участии Алёшиной-Костюковой.